# Kanupolo-Weltmeisterschaften 2022
Die Kanupolo-Weltmeisterschaften 2022 fanden vom 16. bis 21. August in Saint-Omer in Frankreich statt.
In diesem Jahr fanden neben dem Damen- und Herrenwettbewerb auch die Junioren-Weltmeisterschaften (U21) statt.
Die deutschen Damen wurden Weltmeisterinnen in der Besetzung Jill Lara Rutzen, Katharina Magdalena Kruse, Jule Schwarz, Svenja Schaeper, Nele Schmalenbach, Leonie Wagner, Hilke Vogt und Elena Gilles mit ihren Trainer Björn Trübner durch einen 2:1-Sieg über Frankreich und verteidigten damit ihren Titel.
Die deutschen Herren konnten sich mit der Mannschaft Arne Linus Beckmann, Jonas Gauselmann, Marco Hoppstock, René Kirchhoff, Julian Oskar Prescher, Tim Riecke, Lennart Unterfeld, Jonas Vieren unter ihren Trainer Björn Zirotzki ebenfalls die Goldmedaille sichern. Sie besiegten im Finale das Team aus Spanien mit 4:3 und konnten damit ihren Titel erfolgreich verteidigen. In gleicher  Aufstellung hatten sie schon die World Games 2022 gewonnen.

## Ergebnisse
| Kategorie  | Gold        | Silber      | Bronze  |
| ---------- | ----------- | ----------- | ------- |
| Männer     | Deutschland | Spanien     | Italien |
| Frauen     | Deutschland | Frankreich  | Italien |
| U21 Männer | Spanien     | Deutschland | Italien |
| U21 Frauen | Neuseeland  | Deutschland | Spanien |

Quelle: 